# 九龍巴士B9線
九龍巴士B9線是香港一條新界巴士路線，由九龍巴士（一九三三）有限公司營辦，於2023年2月11日起投入服務，來往屯門站及香園圍口岸（蓮塘）。路線取道屯門公路、元朗公路、新田公路、粉嶺公路及香園圍公路，中途只在元朗站一帶設站，全程收費為$20.2。B9線設特別班次B9A線，經元朗大馬路來往元朗（西）及香園圍口岸（蓮塘），於星期六、日及公眾假期上、下午繁忙時間分別提供去程及回程服務。

## 歷史
運輸署於2018年4月向北區區議會交通及運輸委員會發表《香園圍邊境管制站的本地公共交通服務安排》，建議開辦3條新巴士服務，以配合香園圍邊境管制站（蓮塘口岸）即將啟用。其中一條往返屯門站及香園圍口岸，中途只在元朗站一帶設站，初期只於星期六、日及公眾假期行走，並以招標的形式遴選營辦商。為確保專營巴士營辦商所提供的服務除可滿足預期需求外亦可滿足驟增的需求，署方在甄選有關營辦商時會留意營辦商在應付驟增需求方面的能力。相關建議呈上元朗區議會討論時，區議員不滿此線由屯門開出後途經元朗，容易令元朗居民出現無法登車問題，又未能服務天水圍一帶，故反對相關方案；運輸署回應指新巴士路線將以上水路線為主幹，其餘兩條只為開通初期的假日輔助路線，稱新口岸開通後會密切留意使用情況及模式，再研究改善路線安排。
2019年5月，運輸署宣佈把此路線的專營權批予九巴，編號定為B9。香園圍邊境管制站於2020年8月26日啟用，但因2019冠狀病毒病疫情，管制站初期只開通貨運部份，客運部份延至2023年2月6日啟用，此線於同月11日才投入服務。同年8月1日起，B9線臨時增設星期一至五服務，由屯門站開出之班次服務時間為09:00－16:00，由香園圍口岸開出之班次服務時間為10:30－22:30，相關安排於9月2日起改為永久實施，並會視乎乘客需求提供往返元朗形點往返香園圍口岸的特別班次；10月30日起，更提早香園圍口岸開出頭班車時間至星期一至五10:15及星期六、日及公眾假期07:15。11月20日起，此線往屯門站方向位於青山公路－元朗段近形點I之分站前移至元點對面
2024年5月4日起，B9A線投入服務，來往元朗（西）及香園圍口岸，途經元朗大馬路及元朗站，於星期六、日及公眾假期上、下午繁忙時間分別提供去程及回程服務，試辦至同年9月1日。同年7月29日起，B9線星期一至五由屯門站開出之尾班車時間由16:00延遲至20:00。2025年2月10日：B9線按客量需求加開由屯門站往香園圍口岸（蓮塘），不經元朗之特別班次。

## 服務時間及班次
B9線於星期一至五日間提供去程及上午繁忙時間過後提供回程服務，星期六、日及公眾假期來回方向則提供全日服務。以下服務時間及班次資訊以最近一次更新時為准。此外，因應乘客需求，B9線或會提供特別班次來往形點及香園圍口岸（蓮塘）及不經元朗之班次。
| 屯門站開             | 屯門站開     | 屯門站開     | 香園圍口岸（蓮塘）開 | 香園圍口岸（蓮塘）開 | 香園圍口岸（蓮塘）開 |
| 日期                 | 服務時間     | 班次（分鐘） | 日期                 | 服務時間             | 班次（分鐘）         |
| -------------------- | ------------ | ------------ | -------------------- | -------------------- | -------------------- |
| 星期一至五           | 08:30－09:30 | 20           | 星期一至五           | 10:15－21:15         | 30                   |
| 星期一至五           | 09:30－16:00 | 30           | 星期一至五           | 21:15－22:30         | 25                   |
| 星期六、日及公眾假期 | 06:00－20:00 | 30           | 星期六、日及公眾假期 | 07:15－21:15         | 30                   |
|                      |              |              | 星期六、日及公眾假期 | 21:15－22:30         | 25                   |

B9A線只於星期六、日及公眾假期上、下午分別提供去程及回程服務，以下服務時間及班次資訊以最近一次更新時為准。
| 元朗（西）開                      | 元朗（西）開  | 香園圍口岸（蓮塘）開              | 香園圍口岸（蓮塘）開 |
| 服務時間 （星期六、日及公眾假期） | 班次 （分鐘） | 服務時間 （星期六、日及公眾假期） | 班次 （分鐘）        |
| --------------------------------- | ------------- | --------------------------------- | -------------------- |
| 09:00－11:00                      | 20            | 17:00－22:00                      | 20                   |
| 11:00－12:00                      | 30            |                                   |                      |

## 收費
B9線全程收費為$21.3，B9A線全程收費則為$17.2，兩線均設有12歲以下小童及65歲或以上長者半價優惠，當中60歲－64歲香港居民、65歲或以上長者與合資格殘疾人士如以指定八達通繳付兩線的車資，均可享有長者及合資格殘疾人士公共交通票價優惠計劃提供的$2票價優惠。乘客登車時需以現金或八達通卡繳付車資，不設找贖；而每位成人乘客可免費帶同最多兩名四歲以下而且不佔座位的兒童乘車。此外，乘客亦可透過多元化電子支付系統（e度嘟）繳付車資，乘客使用此付款方式不能享有與非九巴／龍運路線之轉乘優惠，亦不能享有「公共交通費用補貼計劃」及「長者及合資格殘疾人士乘車優惠計劃」。
B9線沿途分段收費如下：
| 上車地點＼落車地點 | 香園圍口岸（蓮塘） | 元朗 形點或之前 | 屯門站 |
| ------------------ | ------------------ | --------------- | ------ |
| 形點II起           | $17.2              | 不適用          |        |
| 香園圍口岸（蓮塘） | 不適用             | $17.2           | 不適用 |
| 元點起             | 不適用             | 不適用          | $7.4   |

此外，市民於YOHO MALL 形點旗下商場消費滿港幣300元，即可免費換領此路線單程車票一張；而消費滿港幣600元，則可換領車票兩張。

## 用車
B9線主力用車為設有行李架的富豪B8L 12米（V6B）。

## 行車路線
B9線由屯門站開出的班次途經杯渡路、屯門公路、元朗公路、十八鄉交匯處、博愛交匯處、青山公路－元朗段、朗日路、形點交通交匯處、朗日路、青山公路－元朗段、博愛交匯處、元朗公路、新田公路、粉嶺公路及香園圍公路前往香園圍口岸（蓮塘）；由香園圍口岸（蓮塘）開出的班次途經香園圍公路、粉嶺公路、新田公路、元朗公路、博愛交匯處、青山公路－元朗段、朗日路、形點交通交匯處、朗日路、青山公路－元朗段、博愛交匯處、十八鄉交匯處、元朗公路、屯門公路、杯渡路及河傍街前往屯門站，具體停站請參考資訊框。B9A線為B9線的特別班次，由元朗（西）開出的班次途經擊壤路、元朗安寧路、媽廟路、青山公路－元朗段、朗日路、形點交通交匯處、朗日路、青山公路 – 元朗段、博愛交匯處、元朗公路、青朗公路、新田公路、粉嶺公路及香園圍公路前往香園圍口岸（蓮塘）；由香園圍口岸（蓮塘）開出的班次途經香園圍公路、粉嶺公路、新田公路、元朗公路、博愛交匯處、青山公路－元朗段及擊壤路前往元朗（西），具體停站請參考資訊框。